# Schkortleben
Schkortleben là một đô thị thuộc huyện Burgenland, bang Sachsen-Anhalt, Đức. Đô thị Schkortleben có diện tích 7,05 km², dân số thời điểm ngày 31 tháng 12 năm 2006 là 629 người.